# Amerika Bomber
O projecto Amerika Bomber (Bombardeiro América), nome de código 1061, foi uma iniciativa do Reichsluftfahrtministerium, (RLM - Ministério da Aviação do Reich) para o desenvolvimento e construção de um bombardeiro de longa distância para a Luftwaffe, de modo a permitir atacar o território continental dos Estados Unidos, sendo a principal cidade alvo Nova Iorque, a partir da Alemanha. Pedidos de modelos foram feitos aos principais fabricantes alemães durante a Segunda Guerra Mundial, mesmo antes dos Estados Unidos entrarem na guerra.

## História
Em 1943, a Alemanha começou a ser bombardeada diariamente por milhares de bombardeiros britânicos e norte-americanos, ao contrário do território continental dos Estados Unidos, que não tinham sofrido quaisquer danos com a guerra. O Ministério da Aviação do Reich chegou à conclusão que os Estados Unidos não estavam protegidos contra ataques aéreos contra a população civil norte-americana, e por consequência, um ataque contra Nova Iorque poderia tirar os EUA da guerra. Em 1942, Hermann Göring ordenou o início do desenvolvimento de um bombardeiro capaz de voar até Nova Iorque ,Bombardear a cidade, e voltar à Alemanha. Wilhelm Emil Messerschmitt, fabricante de caças e bombardeiros e amigo pessoal de Göring foi nomeado líder do projecto.
Foram chamadas cinco companhias produtoras: Messerschmitt, Focke-Wulf, Arado, Junkers e por fim o projeto do Doutor Eugen Sänger conhecido como Silbervogel ("Pássaro de Prata"). Os irmãos Reimar e Walter Horten não haviam sido chamados.
Durante um raide aéreo por parte dos aliados, no mesmo ano, o protótipo do primeiro modelo desenvolvido para o projecto, o Messerschmitt Me 264, foi destruído.
Hermann Göring ficou afastado da liderança da Luftwaffe devido à sua dependência em morfina, e um grupo de oficiais que se chamavam a si próprios o Clube, tomaram conta do projecto.
O novo líder do projecto contactou três dos maiores fabricantes de aviões alemães, Wilhelm Emil Messerschmitt e Focke-Wulf, pedindo um bombardeiro capaz de percorrer no mínimo 10 600 milhas — 3 500 milhas de viagem da Alemanha a Nova Iorque, 7 000 milhas de regresso e mais algumas milhas de segurança. Acabaram por ser escolhidos três dos modelos propostos.
O projecto também iria precisar de uma arma capaz de arrasar com uma cidade inteira e penetrar várias defesas. Para este efeito os cientistas alemães já estavam a estudar o desenvolvimento de uma bomba atómica (ver: projeto de energia nuclear alemão), embora uma bomba que libertaria partículas radioactivas tivesse também sido estudada como solução.

## Modelos
As propostas mais sólidas foram baseadas no modelo dos principais bombardeiros convencionais que teriam um design muito semelhante em configuração e capacidade aos bombardeiros pesados Aliados dos dias de hoje. Estes modelos incluíam o Messerschmitt Me 264, o Focke-Wulf Fw 300 (baseado no existente Fw 200), e o Junkers Ju 390 (baseado no Junkers Ju 290).
Protótipos do Me 264 foram construídos, mas apenas o Ju 390 foi seleccionado para produção. Apenas dois protótipos foram construídos antes do projecto ser abandonado. A Focke-Wulf apresentou ainda o Ta 400, um bombardeiro pesado de 4 motores pistão.
Outras propostas muito mais exóticas incluíam modelos a jacto e foguete. O mais conhecido nos dia de hoje é o bombardeiro sub-orbital Silbervogel de Eugen Sänger e o mais convencional Horten Ho XVIII dos irmãos Horten, uma asa voadora, baseada no seu existente modelo Ho IX. A empresa Arado também sugeriu o Arado E.555, um modelo de seis motores a jacto (versão E.555 1). Todos estes projectos eram demasiado caros e ambiciosos, e após vários anos de estudos foram abandonados pelo governo alemão.
Na década de 1960 muitas destas propostas foram reutilizadas pelos Estados Unidos. O plano do V4 de Wernher von Braun foi utilizado no Programa espacial dos Estados Unidos; na década de 1980, os planos do Silbervogel de Eugen Sänger foram utilizados para o desenvolvimento do vaivém espacial ( ônibus espacial ) da Nasa; e o modelo dos irmãos Horten foi utilizado para o desenvolvimento do B-2 Spirit e do F-117 Nighthawk.

### Missão Japonesa
Os japoneses se interessaram pelos planos alemães de atacar os Estados Unidos e tentaram desenvolver seus próprios aviões para a missão. Os mais famosos são o Aichi M6A "Seiran", Nakajima G10N "Fugaku" e o Tachikawa Ki-77. O primeiro decolaria dos submarinos porta-aviões I-400 e I-401, com alguns poucos atacando a costa americana. Já o G10N foi cancelado pela própria Nakajima, enquanto que o Ki-77 foi o primeiro bombardeiro experimental de longo alcance.